# 何思穎 (香港影評人)
何思穎（英語：Sam Ho，？—），男，香港電影研究者、作家、講師，香港電影評論學會會員。現為康樂及文化事務署博物館專家顧問。

## 簡歷
曾任香港電影資料館節目策劃、臺灣金馬獎2016年及2019年評審。
常往返於香港及美國侯斯頓。曾任多屆香港國際電影節英文編輯、香港影業協會年鑑的英文編輯，亦發表英語影評。
曾於世界主持講座，推廣香港電影。

## 著作
任職香港電影資料館期間主編書籍包括《劍嘯江湖──徐克與香港電影》（2002）（與何慧玲合編）、《文藝任務　新聯求索》（2011）、《反建制的先鋒──桂治洪》（2011）、《紫釵、兇影、小市民──李鐵的電影藝術》（2013）（與陳志華合編）等。

## 外部連結
- 何思穎在香港影庫上的簡介